# میثم مصطفی جوکار
میثم مصطفی جوکار (زادهٔ ۹ بهمن ۱۳۶۴ در ملایر) کشتی‌گیر ایرانی است. وی دارای دو مدال نقره و دو مدال طلا در مسابقات قهرمانی آسیا است. مسعود مصطفی جوکار برادر بزرگتر وی دیگر کشتی‌گیر تیم ملی ایران بود.
وی نمایندهٔ وزن ۷۴ کیلوگرم کاروان ایران در مسابقات المپیک ۲۰۰۸ پکن بود و در دیدار نخست با توجه به مصدومیت از ناحیهٔ پا مقابل کیریل ترزیف از بلغارستان شکست خورد و با توجه به شکست ترزیف برابر بوایسار سایتیف از دور مسابقات کنار رفت.
او در بازگشتی فوق‌العاده به کشتی قهرمانی، ابتدا به یک وزن بالاتر آمده و در وزن ۸۶ کیلوگرم توانست مدال طلای بازی‌های آسیایی ۲۰۱۴ را بدست آورد. پس از آن نیز در مسابقات بین‌المللی جام تختی مدال طلا را بدست آورد.

## فعالیت حرفه‌ای ورزشی

### قهرمانی آسیا ۲۰۰۷
جوکار در دور نخست هفت بر صفر (۲–۰ و ۵–۰) جکشنکوف قرقیزستانی را برد، در دور دوم ناراسنیگ پاچام از هند را پنج بر صفر (۴–۰ و ۱–۰) پشت سر گذاشت و در مرحله نیمه نهایی نیز ملی‌پوش ایران در یک کشتی زیبا و با اتکا به دو خم‌های خود نه بر صفر (۴–۰ و ۵–۰) از سد سیپادین عثمان‌اف از قزاقستان گذشته بود. در رقابت پایانی جوکار در دو وقت با نتیجه هفت بر دو (۴–۱ و ۳–۱) به زی جیان وو از چین باخت و به مدال نقره قناعت کرد.

### قهرمانی آسیا ۲۰۰۸
میثم مصطفی جوکار کشتی‌گیر وزن ۷۴ کیلوگرم ایران در مسابقات قهرمانی آسیا در کره جنوبی بود. وی پس از استراحت در دور نخست در دور دوم دورج وانگ چیک از مغولستان را در یک کشتی سخت و فشرده در دو وقت شکست داد و در دور سوم موفق شد سی ریگو لنگ از چین را با قدرت شکست دهد. جوکار در دیدار پایانی با نتایج ۱–۰، ۰–۱ و ۰–۱ بهچو بیونگ کوان کشتی‌گیر کشور میزبان باخت و به مدال نقره دست یافت.

### قهرمانی آسیا ۲۰۱۴
میثم مصطفی جوکار در دور نخست با نتیجه ۱۲ بر یک مقابل کشتی‌گیری از عراق به پیروزی رسیده بود، در دور دوم هم با امتیاز ۱۱ بر صفر مقابل کشتی‌گیری از چین به پیروزی دست یافت و راهی دور نیمه‌نهایی شد. جوکار در این مرحله با نتیجهٔ ۴ بر ۲ از سد رشید قربانف، دارندهٔ مدال برنز ۲۰۱۳ جهان و قهرمان دو دورهٔ این مسابقات از کشور ازبکستان گذشت و فینالیست شد. جوکار در دیدار کسب نشان طلا مقابل ازلان کاهیدزه قزاقستانی با زیرگیری‌های بی نقص خود توانست با امتیاز ۱۰ بر صفر به پیروزی دست بیابد و صاحب گردن آویز طلا شود.

### بازی‌های آسیایی ۲۰۱۴
میثم مصطفی‌جوکار در ۸۶ کیلوگرم در رقابت نخست خود ۱۱ بر یک مقابل ژانگ فنگ، نفر سوم آسیا از چین به برتری دست یافت و راهی یک‌چهارم نهایی شد. وی ۱۰ بر صفر از سد پاوان کومار از هند گذشت و گام به نیمه‌نهایی گذاشت. جوکار در این مرحله هم با نتیجهٔ ۴ بر یک مقابل گوان‌اوک کیم از کره‌جنوبی به پیروزی دست یافت و جواز رقابت برای کسب مدال زرین این وزن را کسب کرد. جوکار در دیدار نهایی با حساب ۱۴ بر ۴ یسبولات نورزومبایف از قزاقستان را برد و مدال طلا را بر سینه آویخت. این مدال، نهمین مدال طلای کاروان ایران در بازی‌های آسیایی بود.